# Oxymacaria gratiosa
Oxymacaria gratiosa là một loài bướm đêm trong họ Geometridae.